# Steady (久宝留理子のアルバム)
『Steady』（ステディ）は1991年11月21日に、Epic/Sony Recordsから発売された久宝留理子3枚目のアルバム。規格品番はESCB-1261。

## 概要
- 前作から10ヶ月でのアルバム。本作から「キャンセル待ちじゃない」が先行でシングルカットされた（なおカップリングの「聖 GOOD-BYE」は未収録。「聖GOOD-BYE」は久宝の楽曲の中では唯一アルバムに収録されていない）。
- 前々作・前作から楽曲スタッフが変わり、作詞家・作曲家からの楽曲提供が半分を占める。久宝は、作詞を3曲、作曲は「雨の弓」1曲を手掛けている。

## 収録曲
| #         | タイトル                       | 作詞           | 作曲       | 編曲      | 時間  |
| --------- | ------------------------------ | -------------- | ---------- | --------- | ----- |
| 1.        | 「HEAVENLY」                   | 覚和歌子       | 永井誠     | 鳥山雄司  | 4:46  |
| 2.        | 「キャンセル待ちじゃない」     | 石川あゆ子     | 中崎英也   | 中崎英也  | 5:06  |
| 3.        | 「36度の温もり」               | 久宝留理子     | 中崎英也   | 中崎英也  | 4:39  |
| 4.        | 「雨の弓」                     | 久宝留理子     | 久宝留理子 | 鳥山雄司  | 3:47  |
| 5.        | 「あの空へ続けDream」          | 久宝留理子     | 中崎英也   | 中崎英也  | 5:34  |
| 6.        | 「enough (part2）」            | 覚和歌子       | 須藤英樹   | 須藤英樹  | 1:48  |
| 7.        | 「起きなくちゃ行かなくっちゃ」 | 岩里祐穂       | 川上明彦   | 鳥山雄司  | 4:18  |
| 8.        | 「左手」                       | 岩里祐穂       | 川上明彦   | 鳥山雄司  | 3:48  |
| 9.        | 「SHINING HEART」              | サエキけんぞう | 前田克樹   | 鳥山雄司  | 3:59  |
| 10.       | 「真夏のバッタ」               | 覚和歌子       | 須藤英樹   | 須藤英樹  | 3:18  |
| 合計時間: | 合計時間:                      | 合計時間:      | 合計時間:  | 合計時間: | 41:03 |

## 参加ミュージシャン
HEAVENLY・雨の弓・起きなくちゃ行かなくちゃ・左手・SHINING HEART
- Synthesizer Programming,Keyboards＆Guitars：鳥山雄司
- Percussion：ペッカー
- Sax：山本拓夫
- Chorus：久宝留理子・木戸やすひろ・広谷順子・山根麻衣・山根暁

キャンセル待ちじゃない・36度の温もり・あの空へ続けDream
- Keyboards,Guitars＆Chorus：中崎英也
- Synthesizer Programming：栗山善親
- Sax：竹野昌邦
- Drums：田中一光

enough (part2）・真夏のバッタ
- Keyboards,Guitars＆Chorus：須藤英樹
- Synthesizer Programming：高橋章